# Tundra di Bering
L'ecoregione della tundra di Bering (codice ecoregione: PA1102) si estende attraverso parte della Russia nord-orientale, tra i monti della Kolyma ad ovest e la costa del mare di Bering ad est. Importante luogo di sosta per gli uccelli migratori, copre una superficie di 474200 km².

## Geografia
L'ecoregione si estende per circa 1000 km con allineamento sud-ovest/nord-est, tra i monti della Kolyma ad ovest, la costa del mare di Bering ad est e la penisola della Kamčatka a sud.

## Clima
La regione della Coriacchia presenta un clima continentale umido con estati fresche (Dfc secondo la classificazione dei climi di Köppen), caratterizzato da lunghi inverni freddi ed estati brevi e fresche. Le precipitazioni si aggirano sui 358 mm annui e le temperature variano dai –24,1 °C di gennaio ai 12,2 °C di luglio.

## Flora e fauna
L'ecoregione consente lo sviluppo delle specie tipiche della tundra alberata. Le zone pianeggianti possono ospitare alberi stentati, mentre nelle pianure alluvionali crescono alcuni alberi di salice e ontano. Altrove la superficie è ricoperta da erba, brughiera e da rappresentanti delle famiglie Asteraceae, Ranunculaceae e Rosaceae. Muschi e licheni prendono il sopravvento a quote più elevate. La biodiversità è relativamente bassa a causa del clima rigido e dell'isolamento dell'area sin dalle epoche glaciali. Tra i grandi mammiferi presenti ricordiamo l'orso bruno (Ursus arctos), la volpe rossa (Vulpes vulpes) e, sugli altopiani, la pecora delle nevi (Ovis nivicola). Tra i mammiferi più piccoli sono comuni l'ermellino (Mustela erminea) e il visone americano (Neogale vison). Grandi colonie di uccelli migratori sostano o nidificano nell'area in estate e autunno. Nell'ecoregione sono stati segnalati stormi di oltre 700000 individui e 200 specie diverse.

## Aree protette
Nell'ecoregione si trova almeno un'importante area protetta, la riserva naturale della Coriacchia, nella parte nord-orientale della Kamčatka, che si estende dalle montagne fino alla costa.